# Camillo Zampieri
Camillo Zampieri (Imola, 22 agosto 1701 – Bologna, 11 gennaio 1784) è stato uno scrittore, poeta e diplomatico italiano.

## Biografia
Nato nel 1701, ad Imola, da famiglia patrizia, completò gli studi a Bologna, presso il Collegio dei Nobili, la cui direzione era affidata ai Gesuiti dove ebbe come compagno di studi Francesco Zanotti. Fissata la sua residenza a Bologna, vi fu iscritto nel libro della nobiltà, e ammesso alle Quarantie (al senato). Amò particolarmente i latini Cicerone, Catullo, Orazio, Terenzio e Plauto. Fu poeta in latino e la sua fama gli valse il nome di "Catullo imolese", e fu anche scrittore di prosa sempre in latino. Tradusse in italiano il libro di Giobbe e quello di Tobia. Il suo ardore per lo studio non lo esonerò dal pagare il debito verso la sua nuova patria. Venne nominato ambasciatore presso la Santa Sede dove i legati pontifici lo tennero in gran pregio e a Roma si meritò la stima del cardinale Gaetano Fantuzzi e dello stesso Benedetto XIV. Ricoprì poi fino a ventiquattro volte l'ufficio di gonfaloniere. Il conte Zampieri raggiunse un'età molto avanzata e morì l'11 gennaio 1784. Camillo Zampieri fu membro dell'Accademia dell'Arcadia, con il nome di Alceta Eseno.

## Opere
Oltre a note nell'opera intitolata Produzioni naturali che si ritrovano nel Museo Ginanni, scrisse:
- Poesie latine e italiane, Piacenza, 1755, in-8° ;
- Giobbe esposto in ottava rima, poema, Piacenza, 1763, in-4° ;
- Carminum libri quinque, Piacenza, 1771, in-4° ;
- Tobbia ovvero della educazione, etc., Cagliari, 1778, in-4°. In questa poesia scritta in versi sciolti, l'autore ha proposto di dare un sistema di educazione conforme alle massime dei libri sacri. Quest'opera, molto apprezzabile per la sostanza delle idee, oltre che per l'eleganza dello stile, è preceduta da un'interessante dissertazione sui versi sciolti.
- Poesie liriche italiane; Opera postuma, Piacenza, 1784, in-4°. Girolamo Ferri, professore di eloquenza all'Università di Ferrara, pubblicò l'elogio di Camillo Zampieri nel Giornale di Pisa, t. 55, pag. 168; Fabroni, la sua vita in latino nella Vitæ Italor., T. 12, pag. 355, e P. Paciaudi, la sua Lode in latino, Parma, 1784, e nel Giornale letterario di P. Contini, stesso anno, p. 1065.